# Simfonija br. 9 (Dvořák)
Simfonija br. 9 u e-molu op. 95,  B. 178 "Iz Novoga svijeta" (češ. Z nového světa) jedno je od najvažnijih djela u povijesti glazbe i najpoznatije Dvořákovo djelo. U pisanju simfonije ga je inspirirao njegov boravak u Americi. Temeljena je na glazbi Crnaca i Indijanaca. Praizvedba je bila 16. prosinca 1893. u Carnegie Hallu u New Yorku, a simfoniju je dirigirao Anton Seidl.

## Građa simfonije
Orkestracija: 2 flaute (2. dublira pikolo), 2 oboe (druga dublira engleski rog), 2 klarineta, 2 fagota, 4 horne, 2 trube, 3 trombona, tuba, udaraljke, gudači
Tonalitet: e-mol
1. Adagio - Allegro molto
2. Largo
3. Scherzo, Molto vivace
4. Allegro con fuoco

### 1.Adagio - Allegro molto
Prvi stavak počinje sjetnim sporim uvodom (Adagio). Allegro se postupno razvija unisonom melodijom gudača, ispunjenoj snažnim naletom timpana. Glavnu temu počinju horne, a zatim je prihvaća cijeli orkestar. Slijedi druga tema drvenih puhača. Sporedna misao flaute pokušava spojiti dvije teme, prekida je koda silinom grmljavine. Stavak izražava dinamiku života u New Yorku.

### 2.Largo
Drugi stavak je Dvořák nazvao "Legenda". U njemu su prikazana beskrajna prostranstva prerije. Prema riječima skladatelja, ova tužna melodija nadahnuta je lamentacijom Hiawathe za preminulom ljubljenom Minnehahom, iz Longfellowog epa "Hiawathina pjesma" (The Song of Hiawatha). Glavnu melodiju vodi engleski rog. Druga nešto brža, pjevljiva tema se upliće u tužbalicu. Malo kasnije promjenu raspoloženja izaziva flauta melodijom koja podsjeća na poj ptica. Prekida ju na kratko tema prvog stavka, a engleski rog ponovno uvodi glavnu temu stavka, koja polako blijedi.

### 3.Scherzo, Molto vivace
Treći stavak počinje ritmičkom temom indijanskog plesa povodom Hiawathinog vjenčanja (opet po spomenutom epu), s lirskim srednjim dijelom. Između scherza i trija duboka melodija gudača ubacuje tihu preteću temu prvog stavka. Trio se sastoji od graciozne melodije valcera. Ovaj dio izražava čežnju za domovinom, privremeno prekidajući prethodnu sliku radosnog plesa Indijanaca. Neposredno pred kraj ponovo se javlja snažna glavna tema prvog stavka.

### 4.Allegro con fuoco
Dinamičan četvrti stavak počinje orkestar energičnom glavnom temom u obliku marša i predstavlja "Novi svijet". Druga tema s klarinetima izražava Dvořákovu čežnju za domovinom. Teme se dalje razrađuju. Nakon trijumfalne kode, stavak polako blijedi kroz nekoliko akorda.
Uobičajeno trajanje simfonije je oko 41 minuta.

## Diskografija
- Berliner Philharmoniker, dirigent: Rafael Kubelik
- Chicago Symphony Orchestra, dirigent: Sir Georg Solti
- Berliner Philharmoniker, dirigent: Ferenc Friscay
- New York Philharmonic, dirigent: Leonard Bernstein
- Simfonijski orkestar Radio Ljubljana, dirigent: Anton Nanut
- New York Philharmonic, dirigent: Kurt Masur
- Wiener Philharmoniker, dirigent: Herbert von Karajan
- Cleveland Orchestra, dirigent: Georg Szell
- The Royal Philharmonic Orchestra, dirigent: Paavo Järvi
- Royal Concertgebouw Orchestra, dirigent: Nikolaus Harnoncourt
- Münchner Philharmoniker, dirigent: Sergiu Celibidache
- Philharmonia Orchestra, dirigent: Carlo Maria Giulini
- The Royal Philharmonic Orchestra, dirigent: Paavo Järvi
- London Philharmonic Orchestra, dirigent: István Kertész
- Wiener Philharmoniker, dirigent: Karl Böhm